# 大野ツトム
大野 ツトム（おおの ツトム）は、日本の漫画家。2022年より『ヤングガンガン』（スクウェア・エニックス）にて、『騎士団長のエルフさんだって乙女がしたい。』を連載している。

## 来歴
2011年、『チャンピオンRED』（秋田書店）10月号よりアクション作品の『閃槍のリオネ』の連載を開始。大野にとって同誌初登場作品となる。2013年、『漫画アクション』（双葉社）17号より「尻尾が生えた少女」が戦うバトルアクション『しっぽ！エンハンスメント』の連載を開始。2015年、『ビッグコミックスピリッツ』（小学館）にて堅物な男子高校生と義母のラブコメディ作品『茄子とアルタイル』の連載を開始し、同年に連載を終了。
2016年、『ヤングアニマル』（白泉社）22号より和風ファンタジーの『斑丸ケイオス』の連載を開始し、2017年に連載が終了となる。2019年、『ヤングガンガン』（スクウェア・エニックス）4号より犬とバディを組む冒険活劇『テツヲベルッタ』の連載を開始。2021年、同誌にて読み切り「騎士団長ギルガさんは乙女がしたい」を掲載し、2022年より同誌にて、誌面によると「読み切り版をパワーアップした」という『騎士団長のエルフさんだって乙女がしたい。』の連載を開始。

## 作品リスト

### 漫画作品

#### 連載
- ネム×ダン（『月刊COMICリュウ』2008年5月号 - 2009年1月号） - 不定期連載。
- 夕ばえ作戦（原作：光瀬龍、脚色：押井守、『月刊COMICリュウ』2009年2月号 - 2011年1月号）
- 閃槍のリオネ（『チャンピオンRED』2011年10月号[2] - 2012年3月号[14]） - 未単行本化。
- TIGER&BUNNY -The Beginning-（原作：サンライズ、『ニュータイプエース』Vol.14 - vol.17）
- しっぽ！エンハンスメント（『漫画アクション』2013年17号[4] - 2014年13号）
- 茄子とアルタイル（『ビッグコミックスピリッツ』2015年7号[5] - 2015年44号[7]）
- 斑丸ケイオス（『ヤングアニマル』2016年22号[8] - 2017年24号[9]）
- テツヲベルッタ（『ヤングガンガン』2019年4号[10] - 2020年13号）
- 騎士団長のエルフさんだって乙女がしたい。（『ヤングガンガン』2022年22号[1] - ） - 読み切りから連載化[13]。

#### 読み切り
- 仲本の類（『アオハル』第0号[15]） - 「青春とヒロイン」がテーマ[15]。
- タイトル不明（『震災に負けるな！東日本project』[16]、2011年8月[16]） - チャリティ同人誌に漫画寄稿[16]。
- バーナビーの例外（原作：サンライズ、『ニュータイプエース』Vol.1掲載[17]、『TIGER ＆ BUNNY 公式コミックアンソロジー ＃01 It takes two to make a quarrel.（ケンカは一人ではできない）』2011年[18]） - 『TIGER & BUNNY』のアンソロジー寄稿作品[18]。
- 信長ファイト（『アオハル "sweet"』[19]、2012年）
- タイトル不明（『水着アクション』2013年[20]） - 双葉社の合同誌寄稿作品[20]。
- 鉄のゴーレム（『ヤングガンガン』2016年5号[21]） - 『ヤングガンガン』初登場作品[21]。
- 騎士団長ギルガさんは乙女がしたい（『ヤングガンガン』2021年19号[12]）

### 書籍
- 『ネム×ダン』、徳間書店〈リュウコミックス〉2009年、全1巻
- 『夕ばえ作戦』、原作：光瀬龍、脚色：押井守、徳間書店〈リュウコミックス〉2009年 - 2011年、全4巻
- 『TIGER&BUNNY -The Beginning-』、原作：サンライズ、角川書店〈角川コミックス・エース〉2012年、全2巻
- 『しっぽ！エンハンスメント』、双葉社〈アクションコミックス〉2014年、全2巻
- 『茄子とアルタイル』、小学館〈ビッグコミックス〉2015年、全2巻
- 『斑丸ケイオス』、白泉社〈ヤングアニマルコミックス〉2017年 - 2018年、全3巻
- 『テツヲベルッタ』、スクウェア・エニックス〈ヤングガンガンコミックス〉2020年、全3巻
- 『騎士団長のエルフさんだって乙女がしたい。』、スクウェア・エニックス〈ヤングガンガンコミックス〉2023年 - 、既刊4巻（2025年5月23日現在）
  1. 2023年7月25日発売[22][23]、ISBN 978-4-7575-8692-5
  2. 2024年2月24日発売[24]、ISBN 978-4-7575-9064-9
  3. 2024年9月25日発売[25]、ISBN 978-4-7575-9434-0
  4. 2025年5月23日発売[26]、ISBN 978-4-7575-9868-3

### その他
- pixiv年鑑2011オフィシャルブック（2011年[27]）イラスト寄稿
- 翠星のガルガンティア（テレビアニメ、2013年）作品公式Twitterカウントダウンイラスト[28]

## 師匠
- 只野和子